# Luján de Cuyo (departamento)
Luján de Cuyo é um departamento da Argentina, localizado na província de Mendoza.